# Fantastic Car
El Fantastic Car es un automóvil volador ficticio que aparece en los cómics estadounidenses publicados por Marvel Comics. Creado por Stan Lee y Jack Kirby, apareció por primera vez en Fantastic Four #3 (marzo de 1962).El vehículo se representa como el principal medio de transporte del equipo ficticio de superhéroes, los Cuatro Fantásticos.
Varias versiones han sido creadas por Mister Fantástico, líder del equipo. Habría otras actualizaciones del Fantasti-Car a lo largo de los años, sin embargo, la mayoría serían modificaciones de los dos primeros diseños.
Su primera aparición en la gran pantalla se lleva a cabo en la película Los 4 Fantásticos y Silver Surfer (con la insignia de Dodge).

## Historial de publicaciones

### Fantasticar Mk. I
El Fantasticar original, que debutó en Fantastic Four # 3 (marzo de 1962),creado Stan Lee y Jack Kirby.Es un coche volador de forma ovalada que puede dividirse en múltiples secciones pilotadas por miembros individuales de los Cuatro Fantásticos, un modelo que se mantendría en todas las versiones posteriores. Este modelo, como todos los demás modelos utilizados cuando los Cuatro Fantásticos vivían en el Edificio Baxter, se almacenaba en los hangares del último piso. Posteriormente fue reemplazado.

### Fantasticar Mk. II
Esta versión, vista por muchos como el "clásico" Fantasticar, debutó en Fantastic Four # 12 (marzo de 1963) y se dice que fue construida por Reed Richards y la Antorcha Humana. Tiene 27 pies de largo y puede separarse en cuatro segmentos de vuelo individuales. Tiene capacidades de VTOL y es alimentado por ventiladores eléctricos y turbinas de jet. Puede ir hasta 550 mph, con una altitud máxima de 30,000 pies. Si bien cada cápsula individual estaba más claramente definida en este modelo, tenía una serie de mejoras, que incluían un parabrisas transparente a prueba de balas que podía cubrir toda la cápsula, lo que permitía viajar en circunstancias extremadamente peligrosas. Este modelo también tenía un alcance y una velocidad máximos mucho mejores, ya que fue capaz de atravesar casi todo el territorio continental de los Estados Unidos en un corto período de tiempo y tiene un alcance de más de 3000 millas.
Habría otras actualizaciones de Fantasticar a lo largo de los años, sin embargo, la mayoría serían modificaciones en estos dos primeros diseños.

## Otras versiones

### Viejo Logan
Una versión alternativa del Fantasti-Car aparece en Viejo Logan. Cincuenta años después de que todos los héroes fueran asesinados por la coalición organizada de supervillanos, los descendientes de Hulk están en posesión del Fantisticar, que utilizan para dirigirse al rancho de Logan.

### Ultimate Marvel
En la última continuidad, el Fantasticar todavía fue inventado por Reed Richards, y se asemeja a un híbrido del Fantasticar original de la continuidad clásica de Marvel y un vehículo deportivo moderno. Fue presentado en la décima edición de Ultimate Fantastic Four. El nombre está profundamente burlado por Ben y Johnny.

## En otros medios

### Televisión
- El Fantasticar aparece en Los Nuevos 4 Fantásticos (1978). Esta versión se parece al modelo original.
- El Fantasticar aparece en Los 4 Fantásticos (1967). Esta versión se parece al segundo modelo.
- El Fantasticar aparece en Los 4 Fantásticos (1994). Esta versión se parece al segundo modelo.
- El Fantasticar aparece en Fantastic Four: World's Greatest Heroes (2006). Esta versión es exclusiva de la serie y se considera mucho más avanzada.

### Película
- El Fantasti-Car fue introducido al cine en la película de 2007 Los 4 Fantásticos y Silver Surfer, y parece ser una versión mucho más elegante del Fantasticar original. Se muestra como poder viajar desde Nueva York a Siberia en cuestión de minutos en piloto automático, y puede ser convocado desde la computadora de la palma de Reed. Al igual que su contraparte de cómics, también puede dividirse en varias secciones (solo tres en esta versión, ya que la Antorcha Humana puede volar). En un elemento de la colocación del producto, el Fantasticar tiene el logo de Dodge (presumiblemente inspirado por el meme Juggernaut) en su parte delantera, lo que incita a Johnny a preguntarle si está alimentado por un Hemi, al que se le dice "por supuesto".
- Se hizo referencia a Fantasticar en la película de reinicio de Fantastic Four de 2015, en la que después de que un joven Reed afirma haber construido un dispositivo de teletransportación, su profesor pregunta sarcásticamente: "¿Está al lado de tu auto volador?", A lo que Reed responde. "Ya no trabajo en eso". El auto fue sacado del guion de la película.[9]
- El Fantasti-Car basado en el primer modelo, aparece en Deadpool & Wolverine (2024).[10][11]Este vehículo se encontraba en el Vacío, tomado por los secuaces de Cassandra Nova.
- El Fantasti-Car aparecerá en la próxima película The Fantastic Four: First Steps (2025).[11]El auto es un Cadillac antiguo que parece sacado de Los Supersónicos.

## Trivia
- La traducción al español del Fantastic Car es Auto Fantástico. No hay que confundirlo con el coche cuyo nombre en España es El Coche Fantástico (El auto fantástico en Hispanoamérica y El auto increíble en México), ya que su nombre original (en inglés) es Knight Rider. La serie, del año 1982 en la que David Hasselhoff hacía el papel de Michael Knight, quien conducía el coche, tenía por nombre KITT (Knight Industries Two Thousand).

- Como método de promoción, la marca Dodge adoptó al Fantastic Car para la película Los 4 Fantásticos y Silver Surfer. En la página web se anunciaba de la siguiente forma en un vídeo publicitario:

Diseño aerodinámico
Aceleración turbopropulsada hasta 800 km/h
Asientos resistentes al fuego
y sí... tiene el mítico motor Hemi!
Presentamos el nuevo Dodge Fantasticar
El único coche fabricado para los 4 Fantásticos
Ah... y puede volar.
Despegad con Los 4 fantásticos y Silver Surfer.

De esta forma también se anunciaba el estreno de la película.